# برایان هوج
برایان هوج (انگلیسی: Bryan Hodge؛ زادهٔ ۲۳ سپتامبر ۱۹۸۷) بازیکن فوتبال اهل بریتانیا است.
از باشگاه‌هایی که در آن بازی کرده است می‌توان به باشگاه فوتبال پاتریک تیسل، باشگاه فوتبال منزفیلد تاون، باشگاه فوتبال برچین سیتی، باشگاه فوتبال دارلینگتون، باشگاه فوتبال میلوال، باشگاه فوتبال بلکبرن روورز، و باشگاه فوتبال گرینوک مورتون اشاره کرد.